# Лонг-Голлоу (Південна Дакота)
Лонг-Голлоу (англ. Long Hollow) — переписна місцевість (CDP) в США, в окрузі Робертс штату Південна Дакота. Населення — 265 осіб (2020).

## Географія
Лонг-Голлоу розташований за координатами 45°41′1″ пн. ш. 97°9′31″ зх. д. / 45.68361° пн. ш. 97.15861° зх. д. (45.683509, -97.158600).  За даними Бюро перепису населення США в 2010 році переписна місцевість мала площу 37,69 км², з яких 37,38 км² — суходіл та 0,31 км² — водойми.

## Демографія
Згідно з переписом 2010 року, у переписній місцевості мешкали 192 особи в 60 домогосподарствах у складі 53 родин. Густота населення становила 5 осіб/км².  Було 62 помешкання (2/км²).
Расовий склад населення:
| - 75,0 % — корінних американців - 20,8 % — білих |

До двох чи більше рас належало 3,6 %. Частка іспаномовних становила 1,0 % від усіх жителів.
За віковим діапазоном населення розподілялося таким чином: 38,0 % — особи молодші 18 років, 51,6 % — особи у віці 18—64 років, 10,4 % — особи у віці 65 років та старші. Медіана віку мешканця становила 26,7 року. На 100 осіб жіночої статі у переписній місцевості припадало 106,5 чоловіків;  на 100 жінок у віці від 18 років та старших — 85,9 чоловіків також старших 18 років.
За межею бідності перебувало 39,3 % осіб, у тому числі 53,5 % дітей у віці до 18 років та 0,0 % осіб у віці 65 років та старших.
Цивільне працевлаштоване населення становило 79 осіб. Основні галузі зайнятості: мистецтво, розваги та відпочинок — 60,8 %, будівництво — 16,5 %, роздрібна торгівля — 13,9 %.